# Scraptia pulex
Scraptia pulex es una especie de coleóptero de la familia Scraptiidae.

## Distribución geográfica
Habita en Madagascar.